# Bradypterus
Bradypterus är ett fågelsläkte i familjen gräsfåglar inom ordningen tättingar. Släktet omfattar tolv arter som förekommer i Afrika söder om Sahara, inklusive Madagaskar:
- Knysnagräsfågel (B. sylvaticus)
- Bangwagräsfågel (B. bangwaensis)
- Natalgräsfågel (B. barratti)
- Skogsgräsfågel (B. lopezi)
- Kanelgräsfågel (B. cinnamomeus)
- Madagaskargräsfågel (B. seebohmi) – tidigare i Amphilais
- Stråstjärtad gräsfågel (B. brunneus) – tidigare i Dromaeocercus
- Djagräsfågel (B. grandis)
- Sumpgräsfågel (B. baboecala)
- Vitvingad gräsfågel (B. carpalis)
- Albertinegräsfågel (B. graueri)
- Berggräsfågel (B. centralis)

Tidigare inkluderades även ett antal asiatiska smygsångare i Bradypterus, men dessa förs numera till Locustella. Ceylongräsfågel (Elaphrornis palliseri) och fynbossångare (Cryptillas victorini) har också placerats här, liksom fram tills nyligen afrikanska arten bambusmygsångare (Locustella alfredi).